# Wieża Orchardton
Wieża Orchardton (ang. Orchardton Tower) −  ruiny wieży rycerskiej położona w Kirkcudbrightshire, Dumfries and Galloway w Szkocji. Jedyna w Szkocji wieża obronna zbudowana na planie koła.

## Historia
Zbudowana po roku 1456 przez rodzinę Cairns, właścicieli pobliskiego zamku Orchardton. Okrągłe wieże były powszechne w XIII wieku, ale w dużej mierze zostały zastąpione kwadratowymi lub prostokątnymi wieżami do 1400 roku. W XV wieku okrągłe wieże były powszechne w Irlandii, z tego względu prawdopodobne są irlandzkie wpływy podczas budowy wieży.

## Architektura
Wieża jest wysoka na 11 metrów i 9 metrów średnicy. Na pierwszym poziomie 4-kondygnacyjnej wieży znajdowała się piwnica. Na drugim poziomie salon z kominkiem i pisciną. Na pozostałych dwóch kondygnacjach znajdowały się prawdopodobnie sypialnie.